# Babez for Breakfast
Babez for Breakfast peti je studijski album finskog hard rock sastava Lordi. Album je 10. rujna 2010. objavila diskografska kuća Sony Music. 

## Pozadina
Kao što je slučaj sa svakim novim albumom skupine, članovi su obnovili svoje kostime za promotivne fotografije. 
Prvi singl grupe, This Is Heavy Metal, bio je objavljen 9. kolovoza 2010. godine u digitalnom formatu te na CD-u tjedan dana poslije, 16. kolovoza 2010. Broj primjeraka bio je ograničen na 200 te se zbog toga singl smatra rijetkim sakupljačkim predmetom u krugu Lordijevih obožavatelja.

## Popis pjesama
| 1.    | »SCG5: It's a Boy!«                  | Mr. Lordi             | Mr. Lordi                                | 1:21 |
| 2.    | »Babez for Breakfast«                | Mr. Lordi, Tracy Lipp | Mr. Lordi                                | 3:29 |
| 3.    | »This Is Heavy Metal«                | Mr. Lordi, Lipp       | Mr. Lordi                                | 2:59 |
| 4.    | »Rock Police«                        | Mr. Lordi, Lipp       | Mr. Lordi, P.K. Hell                     | 3:57 |
| 5.    | »Discoevil«                          | Mr. Lordi, Lipp       | Mr. Lordi                                | 3:49 |
| 6.    | »Call Off the Wedding«               | Mr. Lordi             | Mr. Lordi, Bruce Kulick, Jeremy Rubolino | 3:31 |
| 7.    | »I Am Bigger Than You«               | Mr. Lordi, Lipp       | Mr. Lordi                                | 3:04 |
| 8.    | »ZombieRawkMachine«                  | Mr. Lordi             | Mr. Lordi, Amen                          | 3:42 |
| 9.    | »Midnite Lover«                      | Mr. Lordi, Lipp       | Mr. Lordi, Amen                          | 3:20 |
| 10.   | »Give Your Life for Rock and Roll«   | Mr. Lordi, Lipp       | Mr. Lordi, OX, Awa, Cosimo Binetti       | 3:54 |
| 11.   | »Nonstop Nite«                       | Mr. Lordi, Lipp       | Mr. Lordi, Amen, P.K. Hell               | 3:56 |
| 12.   | »Amen's Lament to Ra« (Instrumental) |                       | Amen                                     | 0:32 |
| 13.   | »Loud and Loaded«                    | Mr. Lordi, Lipp       | Mr. Lordi                                | 3:15 |
| 14.   | »Granny's Gone Crazy«                | Mr. Lordi             | Mr. Lordi, OX                            | 3:55 |
| 15.   | »Devil's Lullaby«                    | Mr. Lordi, Lipp       | Mr. Lordi                                | 3:42 |
| 48:26 |                                      |                       |                                          |      |

## Zasluge
| Lordi - OX – bas-gitara - Kita – bubnjevi, prateći vokali - Mr. Lordi – vokali, naslovnica, omot albuma - Amen – gitara, prateći vokali - Awa – klavijature Dodatni glazbenici - Julie Westlake – vokali (na pjesmi 10) - Ainsley Billings – vokali (na pjesmi 14) - Gracyn Billings – vokali (na pjesmi 14) - Clay Vann – prateći vokali, glas (na pjesmi 4) - Goldy Locks – glas (na pjesmi 1) - Ralph Ruiz – glas (na pjesmi 1) - Tracy Lipp – prateći vokali, glas (na pjesmama 1 i 10) - Marija S. – vokali (na pjesmi 10) - Sarge – prateći vokali - Bryan "Lionman" Blumer – prateći vokali - Mark Slaughter – vokali (na pjesmi 14) - Bruce Kulick – solo gitara (na pjesmi 6) - Jeremy Rubolino – aranžman gudačkog orkestra (na pjesmi 6) | Ostalo osoblje - Michael Wagener – produkcija, snimanje, miksanje - Eric Conn – mastering - Don Cobb – mastering - Petri Haggrén – fotografija |